# Eligmodontia
Eligmodontia (Cuvier, 1837) è un genere di roditori della famiglia dei Cricetidi noti comunemente come topi gerbillo.

## Descrizione

### Dimensioni
Al genere Eligmodontia appartengono roditori di piccole dimensioni, con lunghezza della testa e del corpo tra 65 e 105 mm, la lunghezza della coda tra 51 e 110 mm e un peso fino a 31 g.

### Caratteristiche craniche e dentarie
Il cranio è delicato, con un rostro sottile e con i margini della regione inter-orbitale che divergono posteriormente, I fori palatali sono lunghi. Gli incisivi superiori sono lisci ed opistodonti, ovvero con le punte rivolte verso interno della bocca, i molari hanno la corona bassa.
Sono caratterizzati dalla seguente formula dentaria:

### Aspetto
Le parti dorsali variano dal giallastro al bruno-giallastro, bruno-grigiastro o marrone scuro, le parti ventrali sono bianche con la base dei peli che varia del bianco al nero. È spesso presente lungo i fianchi una linea di demarcazione giallo-brunastra. Il pelo del muso e dietro gli occhi è bianco. Le orecchie sono grandi. I piedi allungati, le dita esterne sono uguali in lunghezza, le piante presentano quattro cuscinetti carnosi, essendo quelli normalmente presenti tra le varie dita fusi tra loro in un cuscinetto peloso. La coda varia in lunghezza, è ricoperta moderatamente di peli, può essere talvolta più chiara sotto e terminare con un ciuffo di lunghi peli. Le femmine hanno quattro paia di mammelle. È presente la cistifellea.

## Distribuzione
Il genere è diffuso nell'America meridionale, dal Perù meridionale fino alla Terra del Fuoco.

## Tassonomia
Il genere comprende 7 specie:
- Eligmodontia bolsonensis
- Eligmodontia dunaris
- Eligmodontia hirtipes
- Eligmodontia moreni
- Eligmodontia morgani
- Eligmodontia puerulus
- Eligmodontia typus